# Горєлов Лев Миколайович
Лев Миколайович Горєлов (рос. Лев Николаевич Горелов; 2 серпня 1922, д. Кстіщі, Калузька губернія — 29 грудня 2018) — радянський воєначальник, генерал-лейтенант.

## Біографія
У 1940 році був призваний в Червону Армію і направлений в 202-ю повітряно-десантну бригаду, яка перебувала в Хабаровську.
До 1943 року в бойових діях участі не брав, оскільки служив на Далекому Сході. У 1943 році закінчив курси «Постріл» Далекосхідного військового округу. З 1943 року-член ВЛКСМ.
Під час Другої світової війни брав участь в бойових діях на 3-му і 2-му Українських фронтах на посаді командира автоматної роти 357-го полку 114-ї повітряно-десантної дивізії.
Наказом № 15 / н від 22.04.1945 року по 114 гв. сд 9 гв. армії гвардії лейтенант Горєлов нагороджений орденом Червоної Зірки за відбиття контратаки противника в кількості 4 бронетранспортерів і автоматників та забезпечення оволодіння полком містом Кляйн Варасдорф.
Після війни продовжив службу в Повітрянодесантних військах. Закінчив Військову академію імені М. В. Фрунзе (1958).
З січня 1966 року по червень 1970 командир 7-ї гвардійської повітряно-десантної дивізії. Учасник введення радянських військ до Чехословаччини в 1968 році.
Всього за роки служби в ПДВ здійснив 511 стрибків з парашутом.
У 1970 році переведений з підвищенням з десантних в сухопутні війська, був призначений першим заступником командувача 14-ю армією в Кишинів.
Закінчив курси при Військовій академії Генерального штабу імені К. Є. Ворошилова (1973).
З жовтня 1975 по грудень 1979 року головний військовий радник Збройних сил в Демократичній Республіці Афганістан (ДРА). Виступив проти введення радянських військ в Афганістан.
У січні 1980 року отримав нове призначення на посаду заступника командувача військами Одеського військового округу по вищих навчальних закладах і позавійськовій підготовці. З 1984 року в запасі.
У 1985 році нагороджений орденом Вітчизняної війни 1-го ступеня.
З 1992 року заступник голови Комітету Одеської обласної Ради ветеранів. Почесний член Української Спілки ветеранів Афганістану.
Проживав в Одесі. Почесний громадянин міста Одеси.
Сім'я: Дружина Клавдія Пантелеївна, дочка Наталія і син Юрій.

## Нагороди
- Три ордени Червоного Прапора
- Орден Вітчизняної війни I ступеня
- Чотири ордена Червоної Зірки
- Орден «За службу Батьківщині у Збройних Силах СРСР» III ступеня
- Медалі, в тому числі «За бойові заслуги».
- Орден Богдана Хмельницького (Україна) II ступеня (2004)